# Mózgowy zespół utraty soli
Mózgowy zespół utraty soli, CSWS (od ang. cerebral salt-wasting syndrome) – zespół zaburzeń elektrolitowych związanych z procesem chorobowym uszkadzającym mózgowie, przebiegający z odwodnieniem i hiponatremią. 
Diagnostyka różnicowa mózgowego zespołu utraty soli obejmuje zespół nieprawidłowego wydzielania hormonu antydiuretycznego.
Został opisany przez Petersa i wsp. w 1950 roku.